# Global Consciousness Project

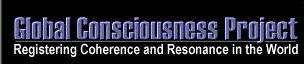
Titre et sous-titre officiels du projet.

Le Global Consciousness Project (Projet Conscience Globale) est une expérience parapsychologique débutée en 1998 à l'Université de Princeton dans le New Jersey. Utilisant des appareils électroniques situés dans divers endroits du monde, cette expérience cherche à mesurer d'éventuelles anomalies dans la génération de nombres aléatoires, qui seraient corrélées avec d'importantes émotions collectives lors d'événements mondiaux.
Des sceptiques tels que Robert T. Carroll, Claus Larsen et d'autres ont remis en question la méthodologie du Global Consciousness Project, en particulier la façon dont les données sont sélectionnées et interprétées,.

## Présentation du projet

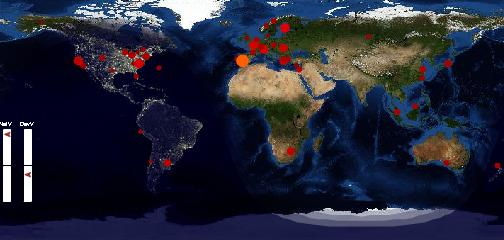
Emplacement des laboratoires participant au Global Consciousness Project en 2009.

Le projet a été développé par Roger D. Nelson d'après ses expériences controversées au Princeton Engineering Anomalies Research Lab. Plusieurs personnes rassemblent continuellement des informations provenant d'un réseau mondial de générateurs de nombres aléatoires (GNA) situés sur 65 sites à travers le monde. Les archives contiennent plus de 10 années de mesures réalisées par des appareils synchronisés qui produisent 200 tirages aléatoires de nombres par seconde (soit un 1, soit un 0).

## Origines du projet
- À l'origine du projet, il y a l'idée d'étudier l'influence de l'observateur en physique quantique de façon expérimentale ; cette idée fut en particulier celle du physicien Helmut Schmidt à la fin des années 1960[3],[4].
- Sa première idée était de demander à des observateurs de prédire de quel côté un photon se dirigerait lors d'une expérience typique mettant en jeu un miroir semi-réfléchissant et certains physiciens semblaient être meilleurs que d'autres à ce jeu.
- Ce dispositif étant cependant difficile à utiliser aussi souvent que le demandaient ses expériences, Schmidt décida d'utiliser des générateurs de hasard basés eux aussi sur l'indéterminisme quantique, soit un générateur de hasard basé sur l'émission d'une particule radioactive[5].
- C'est Nelson qui aurait été le premier à faire le constat, en 1980 à l'Université de Princeton, d'une influence des assemblées de personnes sur ces dispositifs.

## Le projet
- Par la suite, Dean Radin, de l’université du Nevada, eut l'idée d'interconnecter, via Internet, plusieurs GNA à travers le monde pour tester l'influence de la pensée collective. Un appareil générateur de nombres aléatoires (GNA) génère deux nombres de manière aléatoire, soit un 1, soit un 0 et produit systématiquement le même résultat de 50 % pour chaque nombre, au bout d'un certain temps.
- Or, il a été constaté que lorsqu’on place un générateur de nombres aléatoires (GNA) qui produit des séquences continues de bits (1 ou 0) dans un endroit où des personnes sont exposées à une émotion intense comme à l’Opéra ou dans une église pendant une cérémonie religieuse, on a remarqué que la séquence fixe de 0 et 1 ne correspondait plus à 50/50 comme c’est le cas dans les conditions basiques lorsque le générateur se trouve isolé de toute influence extérieure[6], ce qui laisse supposer qu'une pensée partagée par des millions de personnes au même moment influencerait les séquences de nombres produites par les GNA.
- Le GCP est subventionné par la fondation américaine Institute of Noetic Sciences. Une vingtaine d’ordinateurs sont en place en Hollande, en Suisse, en Allemagne et aux États-Unis pour recueillir les données.[réf. nécessaire]
- Le but du projet est d'examiner scientifiquement les faits qui indiqueraient l'existence et l'influence d'une conscience mondiale (c'est-à-dire les effets d'une même émotion ressentie par des millions de personnes en même temps).
- Selon le GCP, le comportement de son réseau de sources de hasard est corrélé avec la conscience humaine interconnectée à une échelle mondiale car l'ensemble de toutes les déviations par rapport au hasard enregistrées jusqu'à présent (sur 350 tests) avaient une probabilité de une sur un milliard de se produire[7].
- Le GNA est conçu pour qu’aucun élément perturbateur tel que les champs électromagnétiques, les variations de température, l’usure des matériaux : seule l’émotion émergente de la conscience par un système de pensées ou par l’esprit du groupe a la capacité de modifier les séquences observées. Les chercheurs répartis sur la planète ont décidé de connecter via Internet plusieurs GNA répartis sur la planète pour réaliser le GCP[6].
- Dean Radin a comparé le comportement des générateurs de hasard sur une période de trois mois avec celui qu'ils ont eu le matin du 11 septembre 2001[6]. Il a conclu qu'une anomalie statistique s'était produite ce matin-là, et a précisé que cette anomalie s'est manifestée quelques heures avant[8]. Selon des chercheurs indépendants, il n'y a pas eu d'anomalie statistique associée à ces attaques[9].

## Critiques
- D'autres analyses (May et Spottiswoode[10], Scargle[11]) n'ont pas trouvé signe de cet effet. Scargle conclut que les études actuelles sont exploratoires, qu'elles ne permettent pas de telles conclusions et formule des suggestions au GCP.
- Du fait du doute entourant l'effet, un article de 2003 du New York Times suggéra que les cours en bourses semblaient être un meilleur indicateur des émotions globales de la population[12].